# Folkia subcupressa
Folkia subcupressa är en spindelart som beskrevs av Christa L. Deeleman-Reinhold 1993. Folkia subcupressa ingår i släktet Folkia och familjen ringögonspindlar.
Artens utbredningsområde är Kroatien. Inga underarter finns listade i Catalogue of Life.